# Casteição
Casteiçãoest un village portugais de la municipalité de Mêda, dans le District de Guarda.
Ce village était le siège de la  freguesia (« paroisse » en portugais) disparue de Casteição, qui avait une superficie de 12,83 km2 et comptait 119 habitants en 2011, avec une densité de population de 9,3 habitants/km2.
Casteição a reçu une foral  (« charte » en portugais) en 1196 et a été une ville et un chef-lieu jusqu’au 6 novembre 1836. À cette époque, elle était constituée des paroisses du siège et d’Outeiro de Gatos. En 1801, la paroisse comptait 1025 habitants et s’étendait sur 23 km2.
La paroisse de Casteição a été agrégée par la réorganisation administrative de 2012/2013, et son territoire a été ajouté à celui de la paroisse de Prova pour créer l’Union des paroisses de Prova et Casteição.